# Bosbad (Emmeloord)

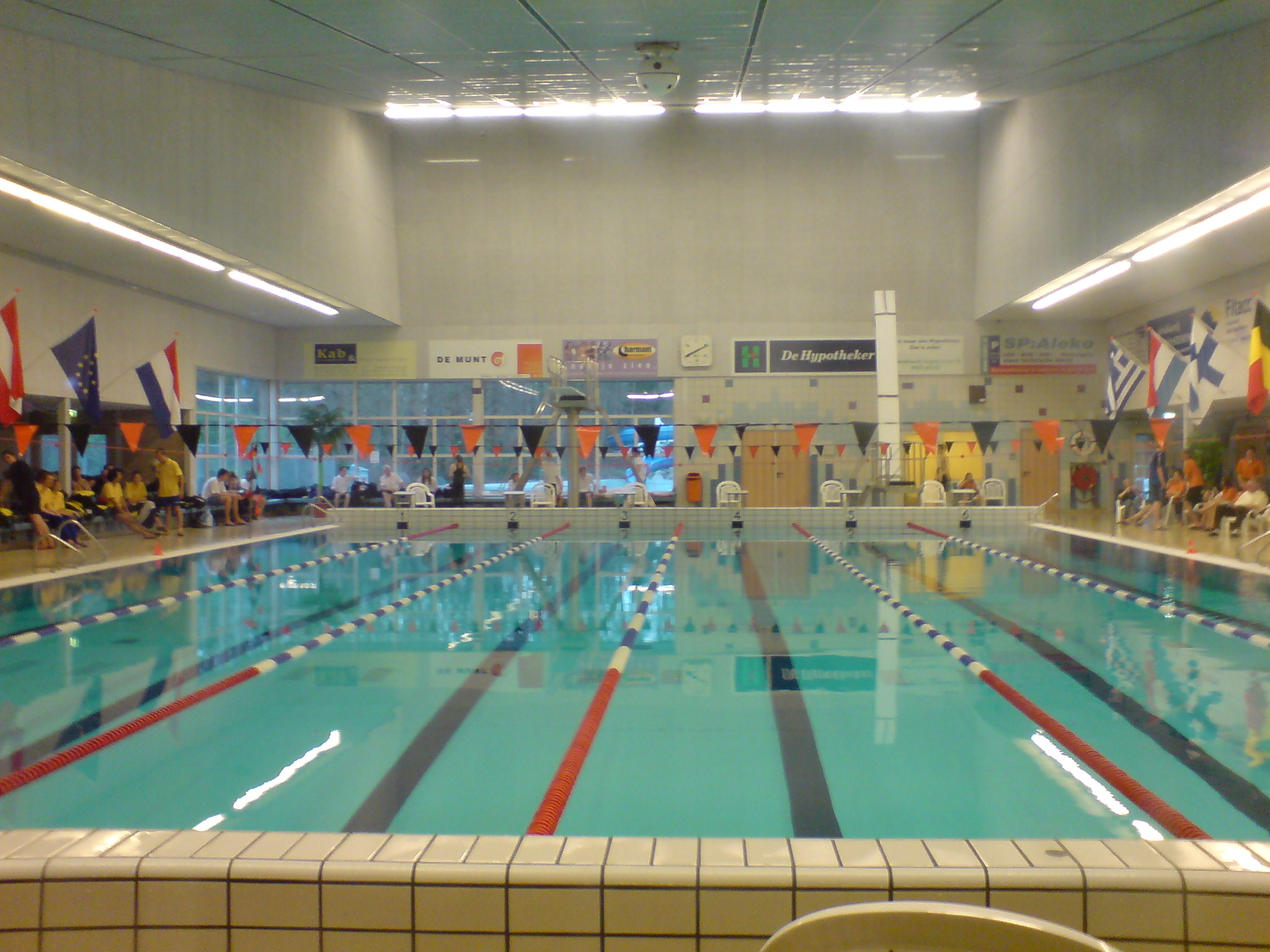
Het wedstrijdbad in het Bosbad te Emmeloord.

Het Bosbad is een zwembad te Emmeloord. De zwemfaciliteit bevindt zich meer specifiek in de Bosbadhal te Emmeloord.
Het Bosbad faciliteert voorts:
- Twee recreatiebaden met diverse recreatiemogelijkheden.
- Een 6x25m wedstrijdbad met een springtoren en een duikplank.
- Een therapiebad (33°) voorzien van alle moderne mogelijkheden.
- Een uitgebreid buitenzwembad met verscheidene waterglijbanen.

De zwem- en waterpolovereniging Zignea heeft in het Bosbad haar thuisbasis. Ook geeft reddingsbrigade Noptunus hier op maandag- en dinsdagavond les in reddend zwemmen.